# Jane Grant
Jane Grant, née Jeanette Cole Grant (29 mai 1892, 16 mars 1972) est une journaliste américaine et féministe. Elle cofonda The New Yorker avec son premier mari Harold Ross.

## Biographie
Jane Grant est née Jeanette Cole Grant à Joplin (Missouri), et a grandi et est allée à l'école à Girard (Kansas). Grant a été formée à l'origine pour devenir chanteuse. Elle est venue à New York à l'âge de 16 ans pour poursuivre le chant, mais est finalement devenue journaliste quand elle a rejoint le personnel du New York Times dans la section société . Elle a rapidement fait son chemin dans l'entreprise en tant que journaliste et est devenue une amie proche du critique Alexander Woollcott. En tant que journaliste pour le Times (la première femme journaliste à part entière), elle a couvert les problèmes concernant les femmes, interrogeant des personnalités publiques sur leurs points de vue sur le statut des femmes et interrogeant les femmes qui travaillaient dans des professions traditionnellement masculines. Elle a écrit pour le Times pendant 15 ans.
Pendant la Première Guerre mondiale, Grant, qui était aussi une talentueuse chanteuse et danseuse, a chanté lors d'un transport de troupes vers la France en rejoignant le divertissement avec le YMCA. Elle a rejoint la Croix-Rouge américaine et a diverti des soldats lors de spectacles à Paris et dans les camps. En France, Woollcott lui a présenté les futurs membres du «cercle vicieux», y compris Harold Ross. Grant et Ross se sont mariés en 1920. Le « cercle vicieux » est devenu plus tard la Algonquin Round Table. Elle est retournée au Times après la guerre.
En 1921, Grant, avec Ruth Hale, fonde la Lucy Stone League, qui se consacre, à la manière de Lucy Stone, à aider les femmes à garder leur nom de jeune fille après le mariage, ce que Grant a fait après ses deux mariages. Bien que Grant était une défenseuse de l'indépendance des femmes, elle croit encore fermement en la sainteté du mariage. La Lucy Stone League était un groupe de féministes à travers pendant les années 1920 et 1930. La Lucy Stone League est toujours active et vouée à la promotion de l'égalité des droits pour les femmes.
Avec le soutien de Raoul Fleischmann, Grant et Ross créent le journal The New Yorker en 1925. En tant que rédacteur, Ross est crédité du succès de la revue, mais Ross a déclaré que le magazine n'aurait pas été un succès sans la contribution de Jane. Grant était surtout un consultant en affaires et en contenu pour le magazine et a surtout aidé à recueillir des investissements lors du démarrage du magazine. Elle a introduit son amie Janet Flanner dans le cénacle des correspondants de la revue, lui permettant de créer une colonne : Lettre de Paris. La tribune continue d'être publiée aujourd'hui, même si elle comprend maintenant de nombreuses autres villes. Grant a produit plus tard un numéro spécial à l'étranger pour les forces armées pendant la Seconde Guerre mondiale.
Ross et Grant ont divorcé en 1929 après 9 ans de mariage.
Pendant la Seconde Guerre mondiale, Grant a écrit pour plusieurs magazines, y compris Ellery Queen's Mystery Magazine et The New Yorker. Grant a écrit  Confession d'un féministe  pour American Mercury en 1943. Dans l'essai, elle décrit l'expérience d'être une féministe, racontant le début de sa carrière en tant que femme parmi les hommes pour The New York Times  et son intérêt pour les lois et pratiques discriminatoires. Grant a continué à être active pour les causes féministes, en réactualisant la Lucy Stone League et en revoyant ses objectifs à la hausse. Elle a continué à travailler pour les droits des femmes dans les années 1960, plaidant pour le passage de l'Equal Rights Amendment et siégeant au Conseil international des femmes.
En 1939, elle a épousé William B. Harris, rédacteur en chef de Fortune magazine. Elle et Harris ont déménagé de Manhattan vers Litchfield (Connecticut). Le couple a fondé Blanc Flower Farm à l’extérieur d'une grange sur leur propriété. Dans les années 1950, ils ont lancé une entreprise de vente par correspondance pour le jardinage qui a eu du succès.
En 1968, Grant a publié un mémoire sur sa vie intitulé Ross, The New Yorker and Me (Reynal and Co., 1968 New York City). Elle a été encouragée à le faire par son second mari, William Harris, et finalement, le livre lui est dédié.
Grant est morte en 1972 à la ferme du Connecticut qu'elle partageait avec son mari. Harris a vendu la pépinière à son propriétaire actuel, Eliot Wadsworth, en 1976.

## Héritage
En 1974, Harris a été approché pour une donation par l'Université de l'Oregon. Après une visite à l'école, il a accepté de financer un centre engagé dans la recherche sur les women's studies et sur les études de genre. 
En 1976, Harris a fait don des papiers de Jane à l'Université. À sa mort en 1981, il a laissé un legs de 3 500 000 $ au nom de sa femme pour créer le Centre pour l'étude de la femme dans la société.
Grant a été jouée par l'actrice Martha Plimpton dans le film de 1994  Mrs. Parker et le Cercle vicieux 

### D'autres lectures
- Merrick, Beverly C. "Jane Grant, The New Yorker, and Ross: A Lucy Stoner Practices Her Own Style of Journalism." The Serials Librarian 37.2 (1999): 59–88.
- Jane C. Grant papers (coll. 041), held at the Special Collections and University Archives, University of Oregon Libraries. The collection (open to the public) includes correspondence, manuscripts, Lucy Stone League materials, and other materials dated 1911-1972.